# Alimento

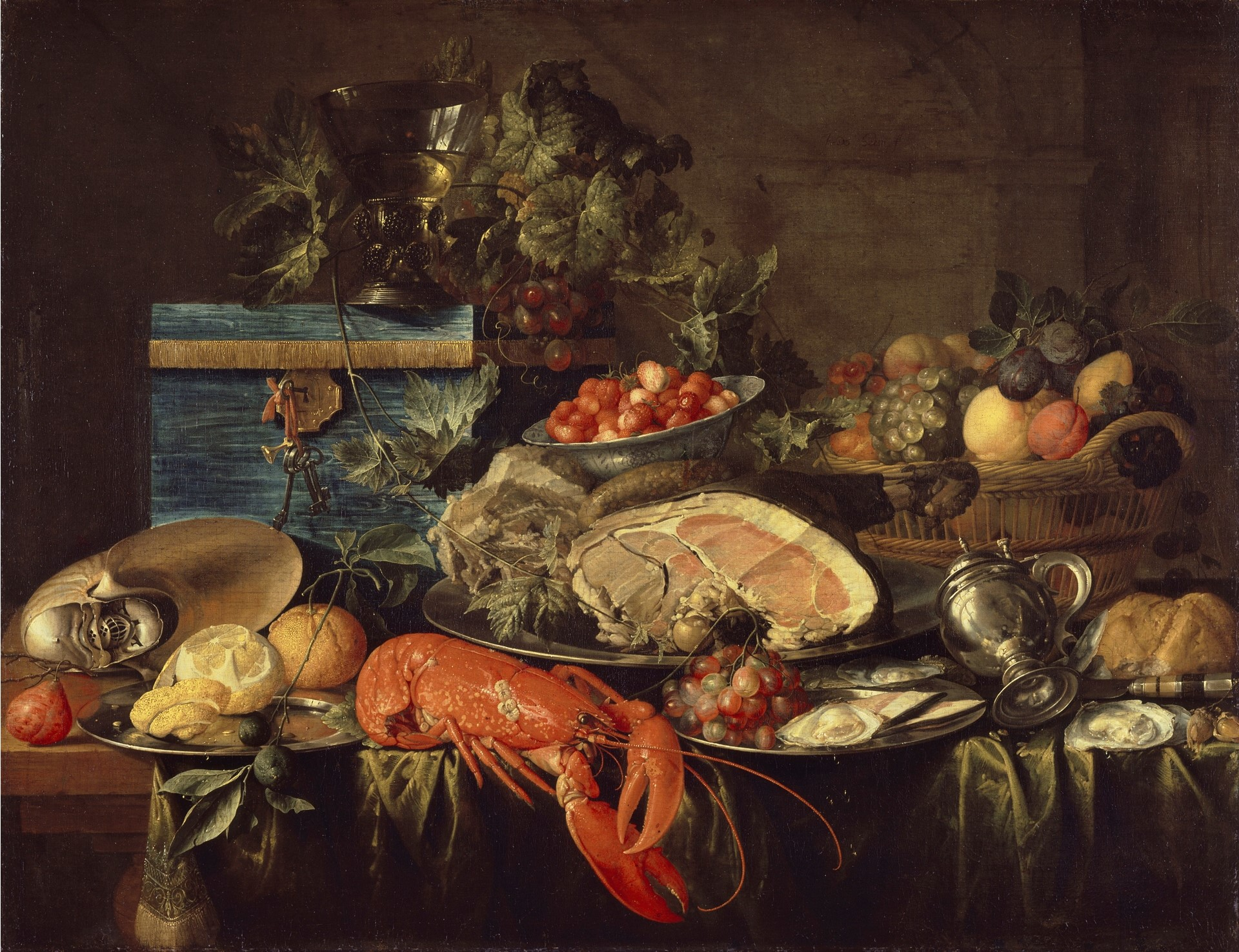
Jan Davidsz de Heem: Natura morta con aragosta.

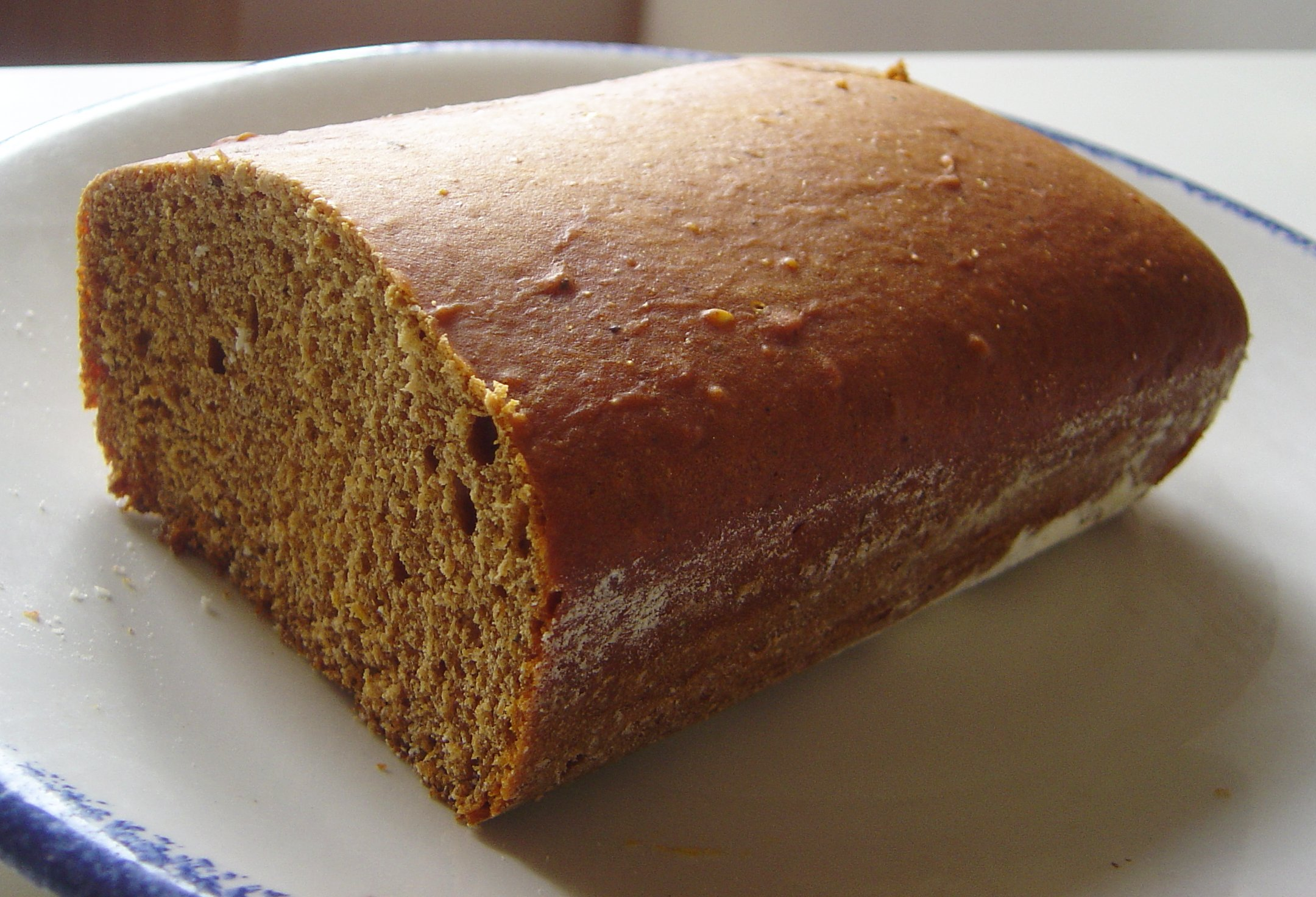
Pane, considerato un alimento di base per eccellenza.

Si definisce alimento (dal latino alimentum, da alĕre, 'nutrire', 'alimentare') ogni sostanza o miscela di sostanze in qualsiasi stato della materia e struttura non lavorata, parzialmente lavorata o lavorata, destinata a essere ingerita, o di cui si prevede ragionevolmente l'ingestione da parte dell'essere umano. Sono comprese le bevande, le gomme da masticare e qualsiasi sostanza o miscela, compresa l’acqua, intenzionalmente incorporata negli alimenti nel corso della loro filiera produttiva.

## Definizione giuridica di alimento[1]
Sono comprese le bevande, le gomme da masticare e qualsiasi sostanza, compresa l'acqua, intenzionalmente incorporata negli alimenti nel corso della loro produzione, preparazione o trattamento. [...]
Non sono compresi: i mangimi; gli animali vivi, a meno che siano preparati per l'immissione sul mercato ai fini del consumo umano; i vegetali prima della raccolta; i medicinali; i cosmetici; il tabacco e i prodotti del tabacco; le sostanze stupefacenti o psicotrope; residui e contaminanti.»
(Articolo 2 del regolamento (CE) n. 178/2002)

### Funzioni
Gli alimenti vengono variamente prelevati dall'ambiente esterno. A seconda della natura chimica di queste sostanze e dei tipi di organismi viventi considerati, possono essere principalmente suddivisi in due grosse categorie: autotrofi e eterotrofi. L'alimentazione, considerata nel lessico corrente come specifica degli organismi eterotrofi (una pianta non si alimenta, assume nutrienti) consiste nell'assunzione da parte di un organismo delle sostanze indispensabili per il suo metabolismo e le sue funzioni vitali quotidiane. La dieta di un organismo, è ciò che mangia o assume. Negli organismi eterotrofi superiori, fatta salva la disponibilità degli alimenti, la dieta viene in gran parte determinata dalla percezione dell'appetibilità dei cibi.
Per sostenere il metabolismo, gli alimenti svolgono una funzione:
- catabolica o energetica,
- anabolica o plastica,
- bio-regolatrice,
- di accumulo o riserva

Le molecole di cui sono composti gli alimenti sono trasformate in energia, tramite la mediazione dell'ATP, di fungere da materiale per la formazione dei tessuti biologici e di catalizzare le reazioni chimiche all'interno dell'organismo, nonché di essere accumulate e/o convertite come riserva in altre sostanze.

### Principi nutritivi
Dagli alimenti l'organismo estrae le sostanze utili al suo metabolismo. Sono i principi nutritivi, tutti o in parte, a seconda dell'organismo considerato, indispensabili alla vita:
- glucidi (o carboidrati)
- lipidi (o grassi)
- protidi (o proteine)
- vitamine
- sali minerali
- acqua
- molteplici sostanze. I vari organismi hanno evoluto il loro metabolismo utilizzando fra i substrati alimentari principi nutritivi che spaziano dai metalli nativi al petrolio.

## Nell'organismo umano

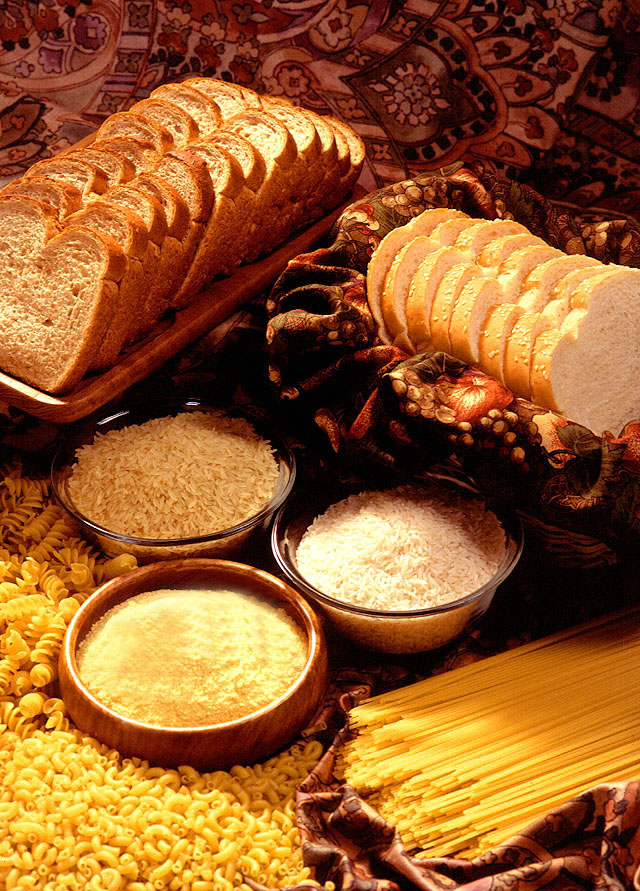
Prodotti cerealicoli; dalla fine del neolitico in poi la maggior parte dell'introito calorico della maggior parte della popolazione umana è di fonte amilacea. Cereali e altri prodotti della terra ricchi in carboidrati vengono variamente elaborati per trarne nutrimento.

Per gli esseri umani gli alimenti sono molteplici, selezionati nel corso dei millenni in funzione della loro reperibilità e della loro possibilità di fornire sostentamento biologico. Ogni popolazione attribuisce agli alimenti e al loro consumo anche significati e valori simbolici e culturali.
Per esempio, è provato che una dieta povera possa avere un impatto dannoso sulla salute umana e animale, causando nell'uomo malattie da carenza, come scorbuto, Beri-beri, rachitismo, mentre una dieta eccessiva può creare condizioni sanitarie a rischio come l'obesità e comuni malattie croniche sistemiche come le malattie cardiovascolari, il diabete e l'osteoporosi. La povertà della dieta viene ovviamente collegata alle esigenze alimentari specifiche dell'organismo considerato, che possono variare considerevolmente anche tra specie affini, dove possono essere differenti gli amminoacidi essenziali o le stesse vitamine. Il ratto, ad esempio, è in grado di sintetizzare autonomamente la vitamina C necessaria al proprio organismo, la cavia no.
L'esistenza di un legame tra ciò di cui ci si alimenta, lo stato di salute e lo svilupparsi di alcune malattie, è riconosciuta fin dall'antichità. Nel 475 a.C. Anassagora sosteneva che nel cibo esistono dei principi che vengono assorbiti dal corpo umano e usati come componenti "generativi" (una prima intuizione dell'esistenza dei principi nutritivi). Nel 400 a.C. Ippocrate diceva "Lascia che il cibo sia la tua medicina, e la medicina sia il tuo cibo". Nel 1747 il medico inglese James Lind condusse il primo esperimento di nutrizione, scoprendo che il succo di limone era in grado di far guarire dallo scorbuto. Solo negli anni 1930 si scoprì che questa proprietà era dovuta alla vitamina C contenuta nei limoni.
Alcune semplici molecole come il glucosio sono assimilate dalle alte vie digerenti per assorbimento dalle mucose. Grazie al processo digestivo, le molecole più complesse vengono suddivise affinché i loro costituenti semplici possano attraversare la parete intestinale, entrare nel flusso sanguigno, e quindi, raggiungere le singole cellule. Qui saranno utilizzate nei diversi processi metabolici: produzione di energia, costruzione e riparazione dei tessuti, regolazione delle attività cellulari, produzione di ormoni, anticorpi, enzimi e tutto ciò che concorre all'incessante lavoro biochimico necessario al mantenimento della vita.
Variare il cibo è la prima regola per alimentarsi correttamente, garantire il completo apporto degli elementi necessari alla nutrizione e, nello stesso tempo, soddisfare la ricerca del gusto e del piacere.
La sicurezza e la salute alimentare sono monitorate dalle agenzie internazionali, come l'International Association for Food Protection, World Resources Institute, Programma alimentare mondiale, Organizzazione delle Nazioni Unite per l'alimentazione e l'agricoltura, e l'International Food Information Council. Essi affrontano questioni come la sostenibilità, la diversità biologica, i cambiamenti climatici, l'economia alimentare, la crescita della popolazione, l'approvvigionamento idrico e l'accesso al cibo.
il cibo è un diritto umano derivato dal Convenzione internazionale sui diritti economici, sociali e culturali (CIDESC), riconoscendo il "diritto ad un adeguato standard di vita, incluso cibo adeguato", così come il "diritto fondamentale di essere libero dalla fame".

### Le fonti del cibo

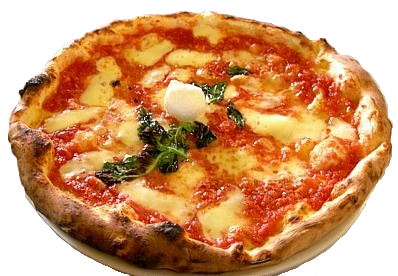
Pizza

Gli alimenti hanno origine da tutto il mondo naturale e non: animali, piante, funghi, batteri, composti inorganici, alimenti di sintesi.
Alcuni tipi di funghi commestibili e batteri sono utilizzati sia come alimenti veri e propri, che nella preparazione di alimenti fermentati e marinati come pane, vino, birra, formaggio, i sottaceti e lo yogurt. Le alghe in molte culture, soprattutto orientali, rappresentano un cibo importante. Inoltre, il sale è consumato spesso come condimento, il bicarbonato di sodio e qualche altro sale inorganico viene usato nella preparazione. Queste sono sostanze inorganiche, che insieme all'acqua, costituiscono una parte importante della dieta umana. La sintesi di prodotti alimentari è una nuova frontiera, e costituisce un'ulteriore diversificazione dell'origine degli alimenti. Vitamine, supplementi, additivi sono tutt'oggi spesso di origine sintetica.

#### Vegetali: frutta, verdura, semi, tuberi, alghe e fiori

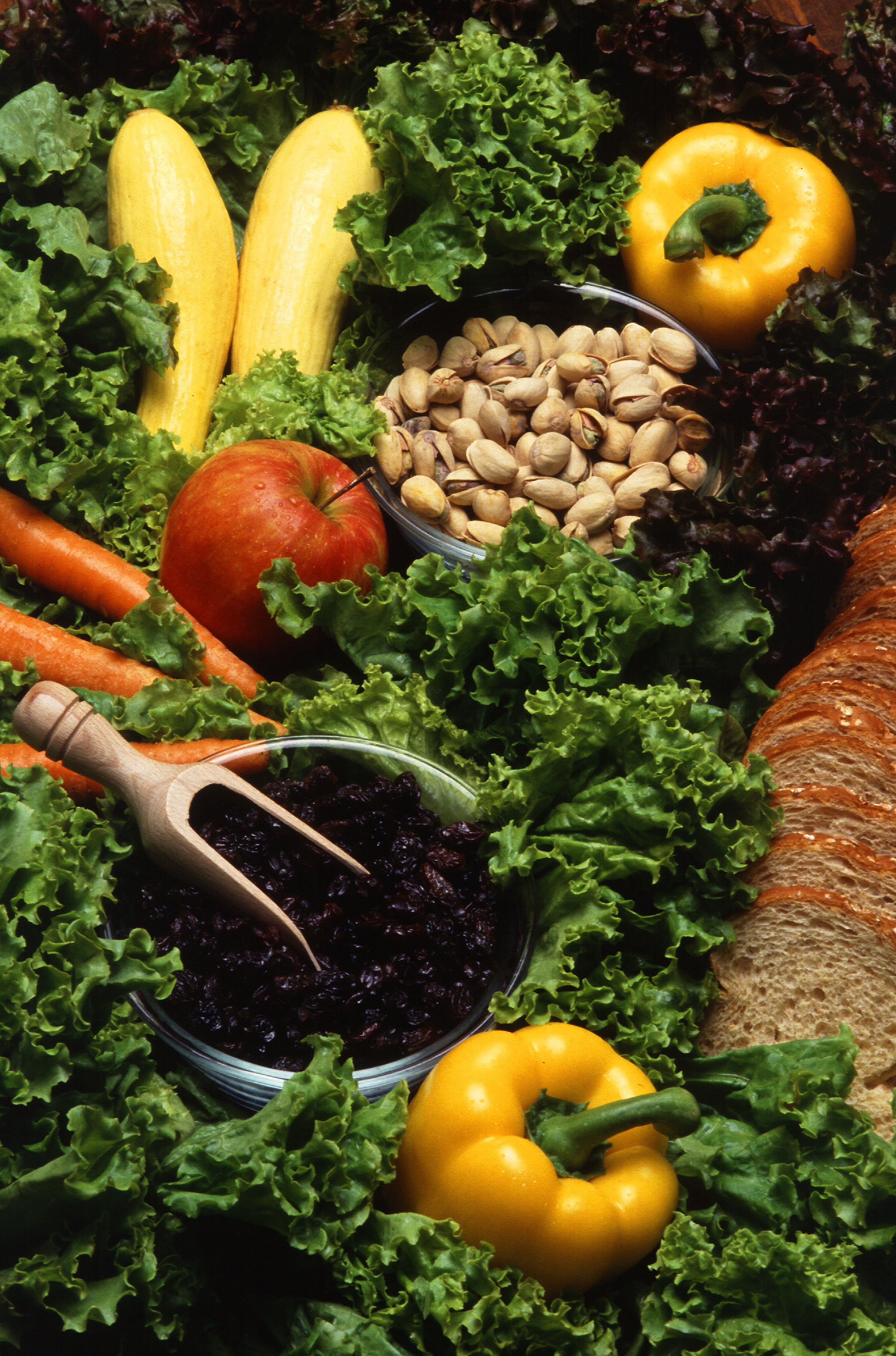
Verdura

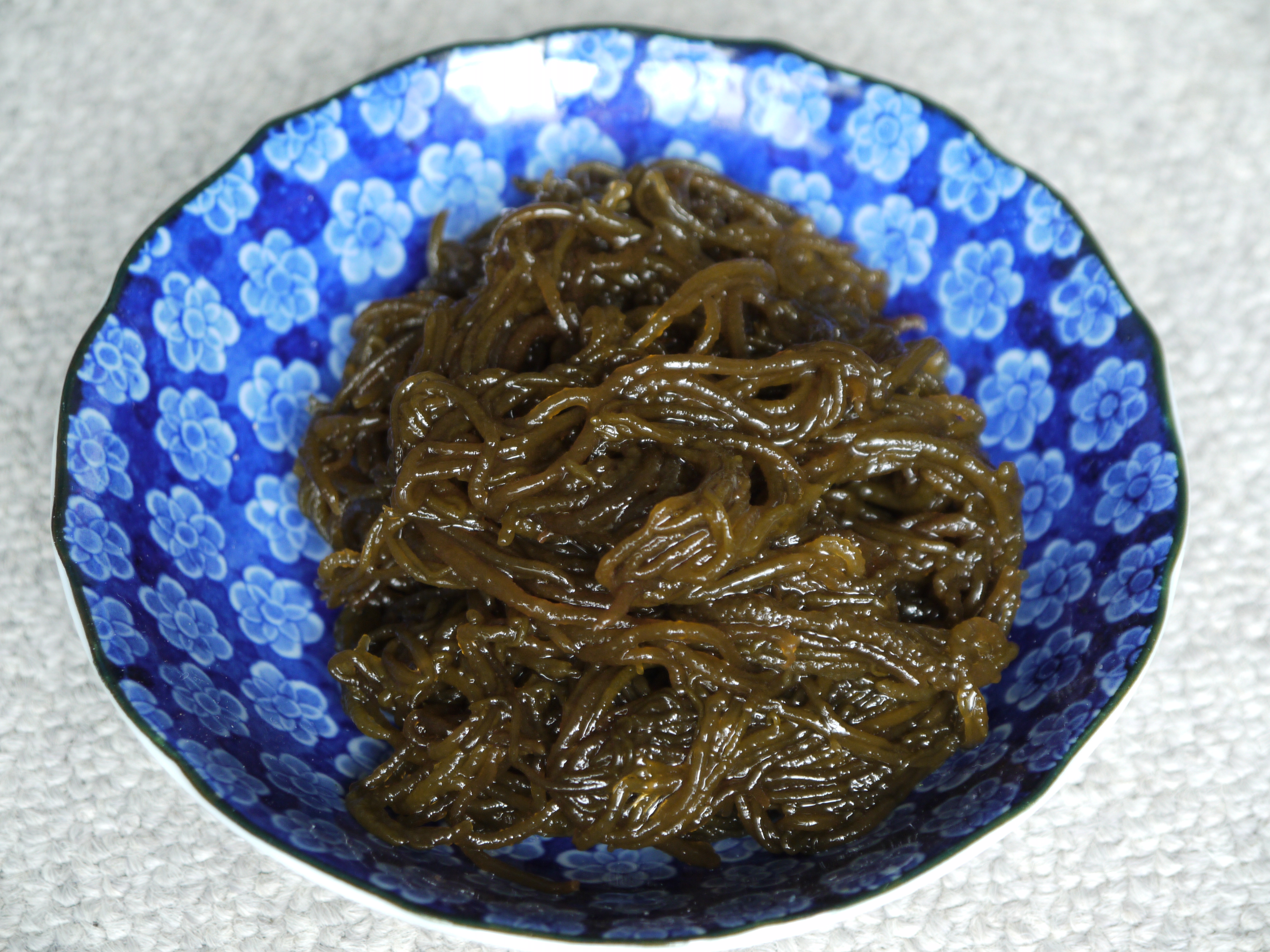
Mozuku, piatto giapponese a base di alghe.

Vi sono circa 2.000 specie di piante che si coltivano per l'alimentazione. La maggior parte di tutti gli alimenti vegetali consumati dagli esseri umani, per il fatto di servire da riserva per lo sviluppo del vegetale stesso sono semi. Questi includono i cereali (quali mais, frumento e riso) e i legumi (quali i fagioli, i piselli e le lenticchie). Alcuni semi vengono spesso utilizzati, spremendoli, per produrre gli oli, compreso il girasole, la colza ed il sesamo.
I frutti sono un prodotto giunto a maturazione fornito da alcune piante. I frutti attraggono gli animali e compongono una parte significativa delle diete della maggior parte delle culture. Possono contribuire a fornire notevole apporto energetico per la ricchezza di carboidrati (banane, platano). Determinati frutti, quali la zucca e la melanzana, sono utilizzate e mangiate come verdure.
Tra gli alimenti vi sono le verdure: verdure di radice (quali le carote) e i tuberi (patate, manioca), gli ortaggi freschi (quali spinaci e lattuga), le verdure con il gambo (quali i germogli e l'asparago, le verdure dell'inflorescenza (quali i carciofi ed il broccolo), le alghe.
I fiori commestibili per esempio sono la viola del pensiero, calendula, nasturzio, girasole, ecc.

#### Prodotti di origine animale
Anche gli animali, dai cnidari come le meduse, ai mammiferi, passando per gli insetti, dai molluschi e crostacei, ai vertebrati, tutti sono usati come alimento umano. La carne è un esempio di un prodotto costituito dai tessuti muscolari o da organi. Il latte, il formaggio, il burro, costituiscono invece un esempio di prodotti animali derivati: uccelli, pesci, e moltissimi altri animali producono le uova, spesso commestibili, mentre le api producono il miele, un dolcificante, popolare in molte culture.

##### Pesce, molluschi e crostacei

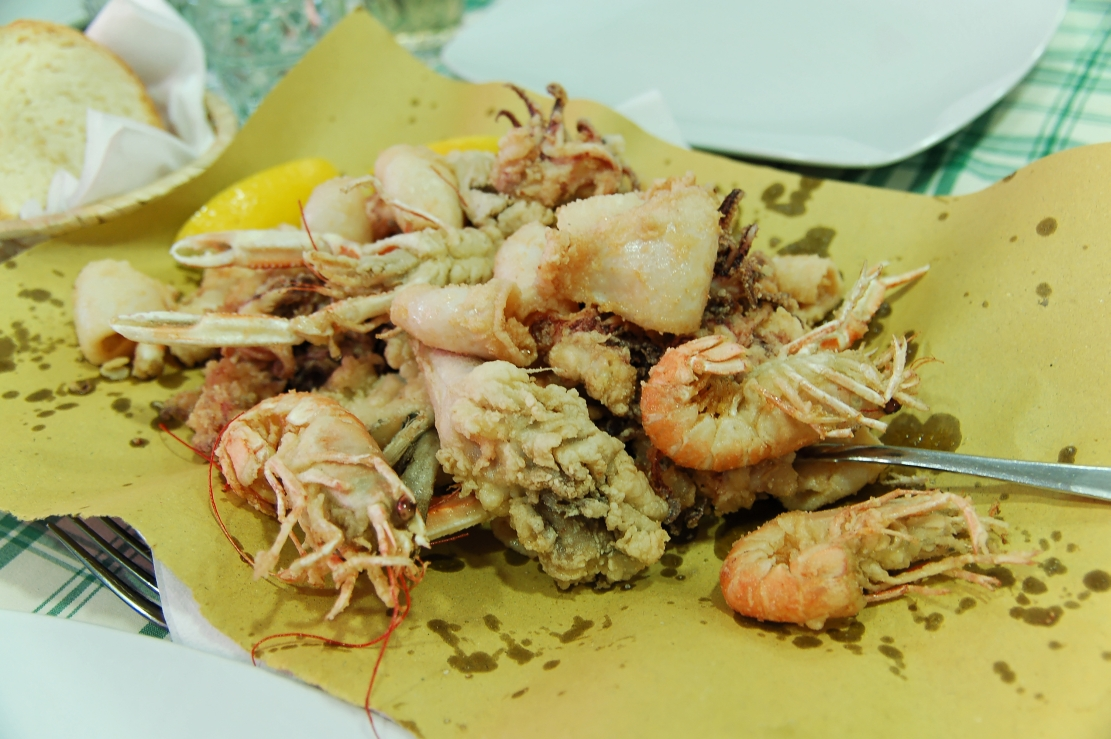
Fritto misto di mare all'italiana.

##### Carni

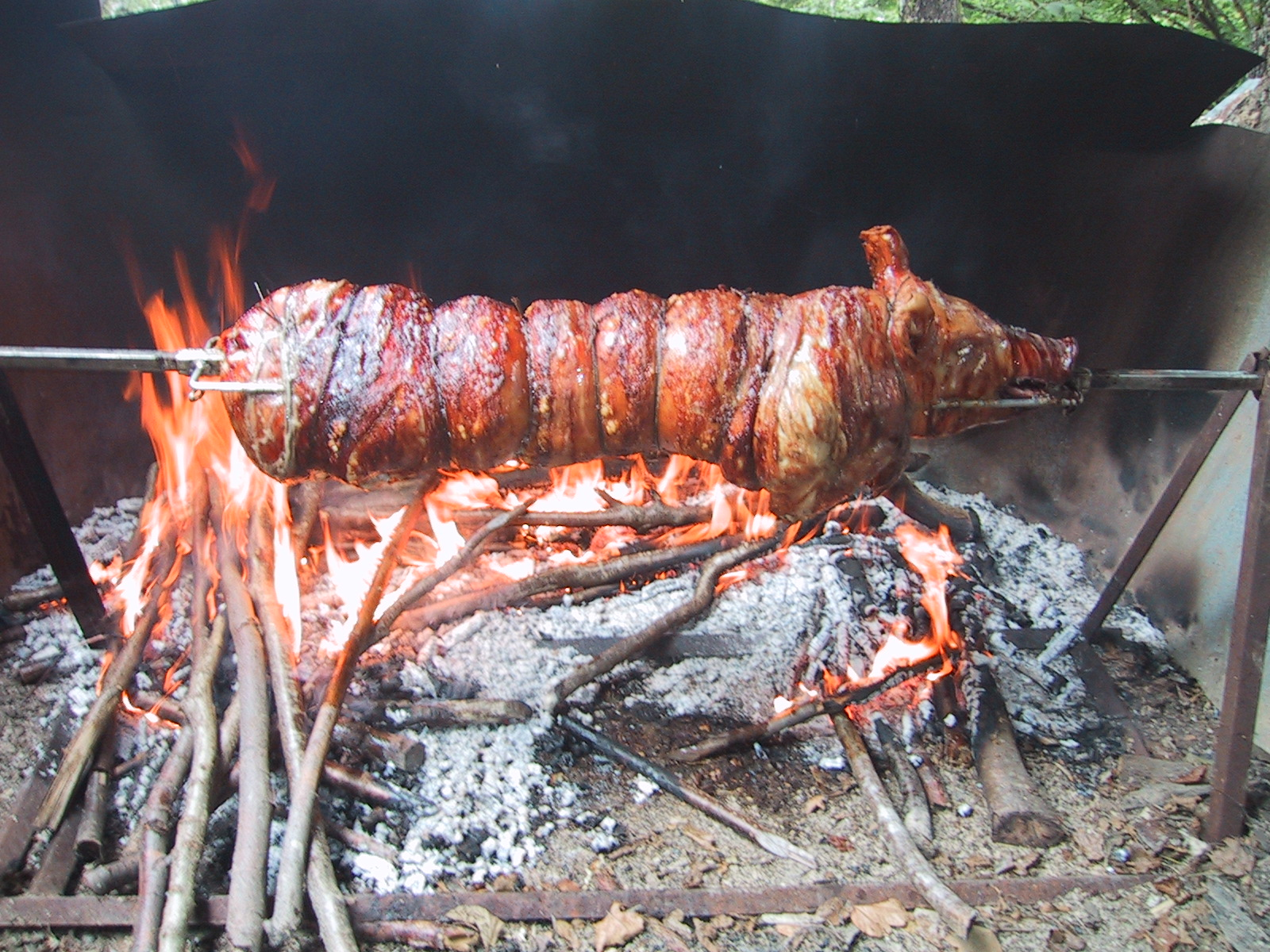
Porchetta arrostita.

La carne si produce per successive fasi: dai luoghi di allevamento al mattatoio per la macellazione, dove si esegue lo sventramento, l'appenditura, la spartizione e la rappresentazione. Questa preparazione viene eseguita solitamente nei mattatoi. Molti paesi regolano i mattatoi secondo una specifica legge umanitaria. Per esempio gli Stati Uniti hanno stabilito la Legge umanitaria di macello del 1958, che obbliga lo stordimento dell'animale prima della sua uccisione.

##### Insetti

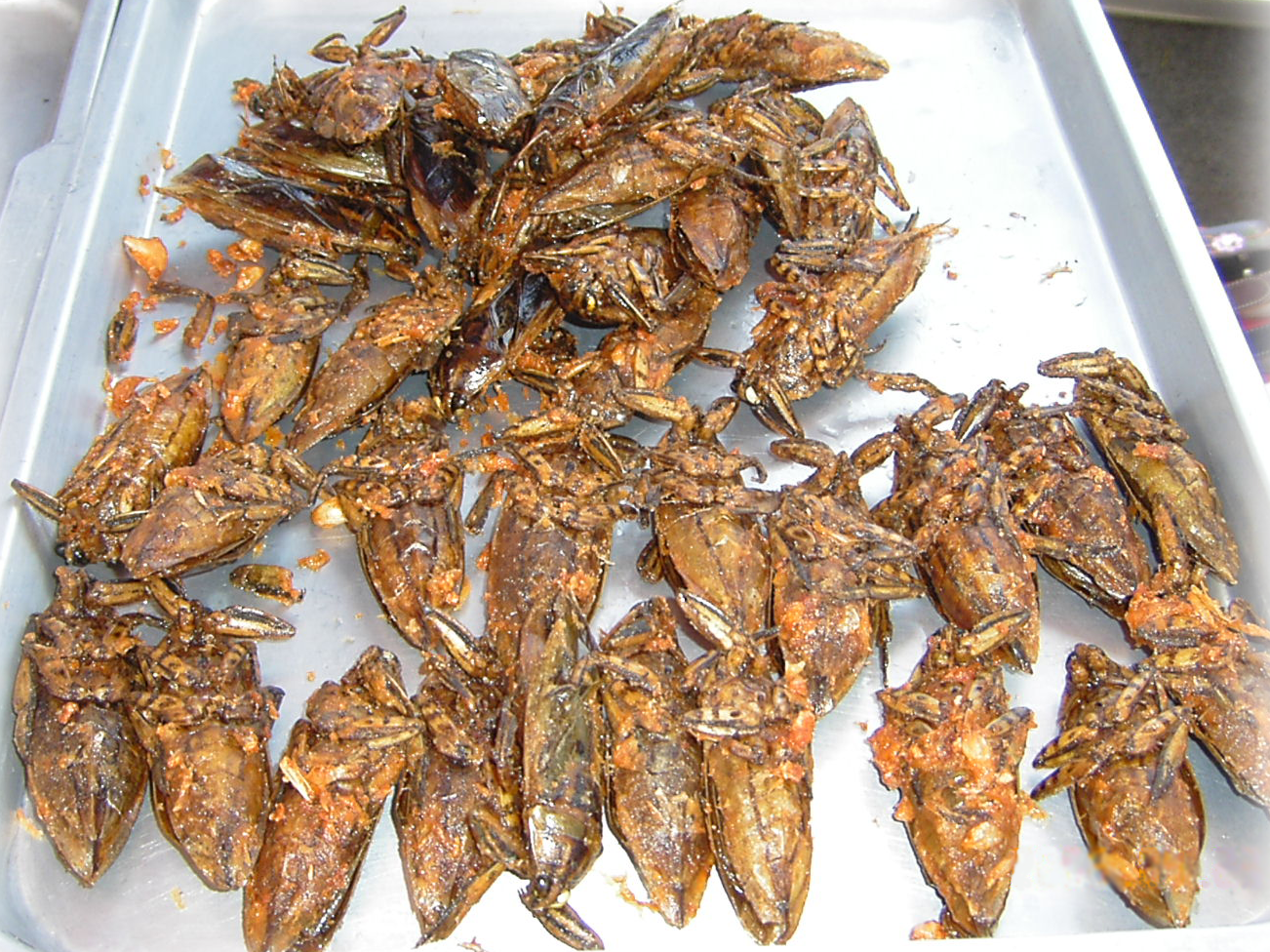
Cimici d'acqua fritte.

### Produzione e preparazione
Gli alimenti sono ottenuti tradizionalmente attraverso l'agricoltura, l'allevamento la pesca, la caccia, ed altri metodi in funzione dal luogo di origine. Nel corso del tempo vi è stata, attraverso una lenta presa di consapevolezza, di una tendenza crescente verso pratiche agricole più sostenibili.

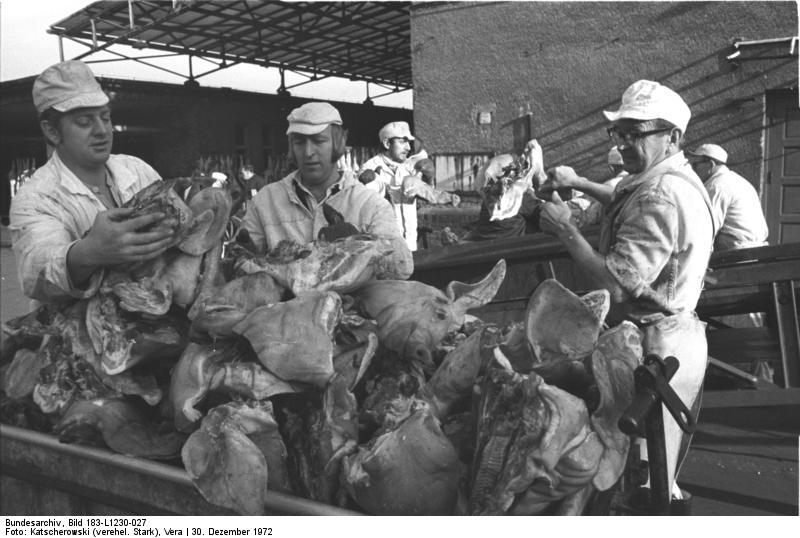
Macellazione delle carni.

Alcuni alimenti possono essere utilizzati direttamente, molti altri subiscono specifiche preparazioni, per ottenerne una maggiore digeribilità, per motivi di sicurezza sanitaria, per rendere il loro sapore più gradevole. Per esempio: lavare, tagliare, assettare o aggiungere altri alimenti o ingredienti, quali le spezie, mescolare, riscaldare o raffreddare, sottoporre a fermentazione, o combinare con un altro alimento. Una preparazione può contribuire ad aumentare il gusto o l'estetica, un'altra può contribuire a conservare più a lungo l'alimento.

### Cucina
Con il termine "cucinare" si intende una vasta gamma di metodologie, di attrezzi e di combinazioni degli ingredienti per migliorare il sapore o la digeribilità dell'alimento. Cucinare il cibo, conosciuto come arte culinaria, richiede generalmente la selezione, la misura e la combinazione degli ingredienti rispettando una specifica procedura, necessaria per raggiungere un buon risultato. Per il successo sono necessari: variabilità degli ingredienti, adeguate condizioni ambientali, attrezzi e abilità nella cottura, e una passione per la cucina. Le diversità tra le cotture dipendono da fattori nutrizionali, estetici, agricoli, economici, culturali e religiosi.
La cottura richiede il riscaldamento degli alimenti, i quali subiscono, sia trasformazioni meccaniche che chimiche, così da cambiarne il sapore, la struttura, l'apparenza e le proprietà nutrizionali. La cottura propriamente detta, richiede che l'acqua sia portata al punto di ebollizione attraverso l'uso di un contenitore, metodo usato fin dall'antichità. Ci sono prove archeologiche di alimenti arrostiti 420 000 anni fa.

#### Attrezzature e metodi di cottura

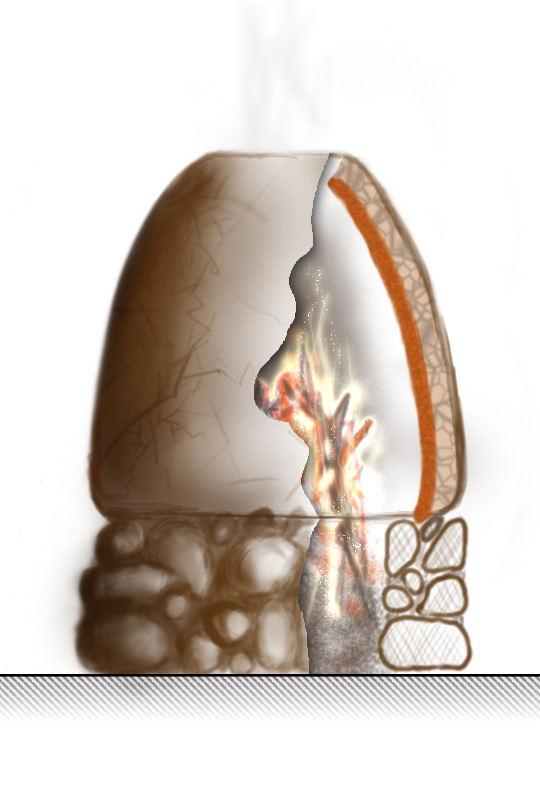
Schema di funzionamento di un Tandoor.

Per cucinare gli alimenti vi sono molti strumenti. I forni sono fondamentali per la cottura. Offrono un metodo che secca gli alimenti. Esistono diverse tipologie di forni. Gli indiani usano il Tandoor, un forno cilindrico in argilla che funziona a una temperatura elevata, che può raggiungere i 450 °C. mentre le cucine occidentali usano generalmente forni a temperatura variabile, come i forni convenzionali, dal tostapane a forni non radianti calore, come il forno a microonde. I forni per funzionare possono utilizzare legna, carbone, gas, elettrico, o petrolio.
Per cucinare molte culture usano le griglie. Una griglia funziona grazie ad una fonte di calore posizionata sotto di essa, solitamente dotata di copertura. Il barbecue americano ne è un esempio: può usare come fonte di calore, legno, carbone o trucioli. Lo stile messicano del barbecue è denominato barbacoa, solitamente usato per cuocere carne di pecora. In Argentina, si usa una griglia a cielo aperto, o un fuoco in terra, su cui solitamente viene cotto un animale intero.

#### Cibo crudo
Determinate culture si cibano di animali o verdure non cucinate. Il sushi nel Giappone è un tipico esempio di pietanza che si compone anche di pesce crudo finemente affettato mediante affilatissimi coltelli, in sashimi, in nigiri, o negli stili del maki.. In Italia, il carpaccio è un piatto crudo fatto di carne affettata in modo molto sottile, solitamente lasciato marinare con un aceto o limone, e con l'olio di oliva.
Il crudismo è un movimento salutista che promuove una dieta principalmente vegetariana basata su frutta e cereali in grani.

### Vendita e consumazione dei pasti in loco

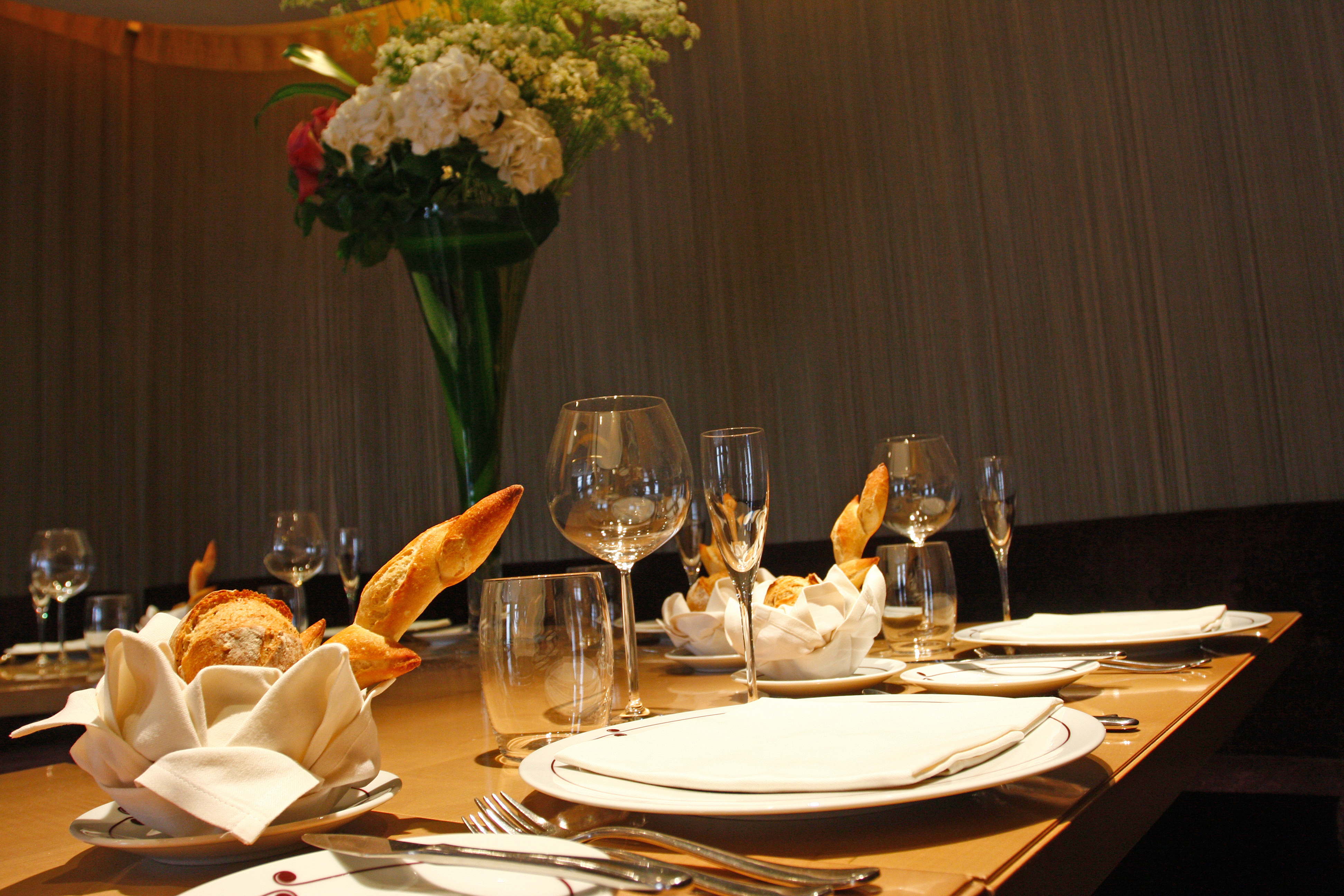
Tavola apparecchiata in un ristorante.

Molte culture preparano alimenti all'interno di taverne e ristoranti per poi rivenderli ai clienti per un immediato consumo. Il concetto della preparazione dell'alimento a scopo commerciale nel mondo occidentale, ha probabilmente origine durante l'impero romano nella città di Pompei. In Cina, durante la "Dinastia Song" si ha notizia di vendite urbane di alimenti preparati. È probabile che i primi ristoranti della storia in Europa siano stati i negozi di caffè risalenti al XVII secolo. Nel 2005 negli Stati Uniti si sono spesi in un anno 496 miliardi di dollari per i pranzi fuori sede, che avvengono per il 40% in ristoranti veri e propri, per il 37,2% nei ristoranti a servizio limitato (alimenti a preparazione rapida), per il 4,7% in hotel ed in motel, per il 6,6% in scuole o in università, per il 5,4% in distributori automatici, per il 4,0% nei posti di ricreazione e per il 2,2% in altri luoghi.

### Industria alimentare
Gli alimenti confezionati sono preparati al di fuori delle mura domestiche e destinati all'acquisto. Si va dal caso più semplice del macellaio che prepara la carne, al più complesso, prodotto dalla moderna industria alimentare internazionale. Le prime tecniche erano limitate a conservare, confezionare e trasportare gli alimenti disponibili e riguardavano principalmente al suo trattamento con il sale, con lo zucchero, con l'aceto, con il fumo, fino alla fermentazione e alla caseificazione. L'era moderna vide la nascita dell'industria alimentare. Questo sviluppo crebbe smisuratamente grazie ai nuovi consumi di massa e le emergenti nuova tecnologia, come la molatura, la conservazione, il confezionamento l'etichettatura, e il trasporto. Questo portò al vantaggio di disporre di alimenti già preparati, ma a scapito della loro qualità.
All'inizio del XXI secolo si venne a formare una struttura a due livelli: alcune multinazionali internazionali che controllano una vasta gamma di marche alimentari molto conosciute, e una moltitudine di piccole aziende alimentari locali o nazionali. Avanzate tecnologie sono inoltre intervenute a modificare l'industria alimentare: sistemi di controllo computerizzati, metodi sofisticati di lavorazione ed imballaggio, progressi nella logistica e nella distribuzione, possono ulteriormente aumentare la qualità dei prodotti, migliorare la sicurezza degli alimenti, e ridurre i costi.

### Commercio

#### Esportazioni ed importazioni internazionali
La banca mondiale ha segnalato che nel 2005 l'Unione europea era il maggiore importatore di alimenti, seguita dagli U.S.A. e dal Giappone. Gli alimenti sono commercializzati a livello globale. La loro varietà e la loro disponibilità non è più limitata dalla loro diversità o coltivati localmente o dalle limitazioni di crescita locale in un periodo dell'anno particolare. Fra il 1961 e il 1999 vi è stato un aumento del 400% nelle esportazioni in tutto il mondo. Alcuni paesi ora dipendono economicamente dalle loro esportazioni: in alcuni casi ne rappresentano più dell'80%.
Nel 1994 oltre 100 paesi firmarono in Uruguay un accordo generale sulle tariffe e sul commercio per regolare il drammatico aumento della liberalizzazione commerciale. Ciò ha incluso un accordo per ridurre le sovvenzioni pagate ai coltivatori.

#### Vendita al dettaglio

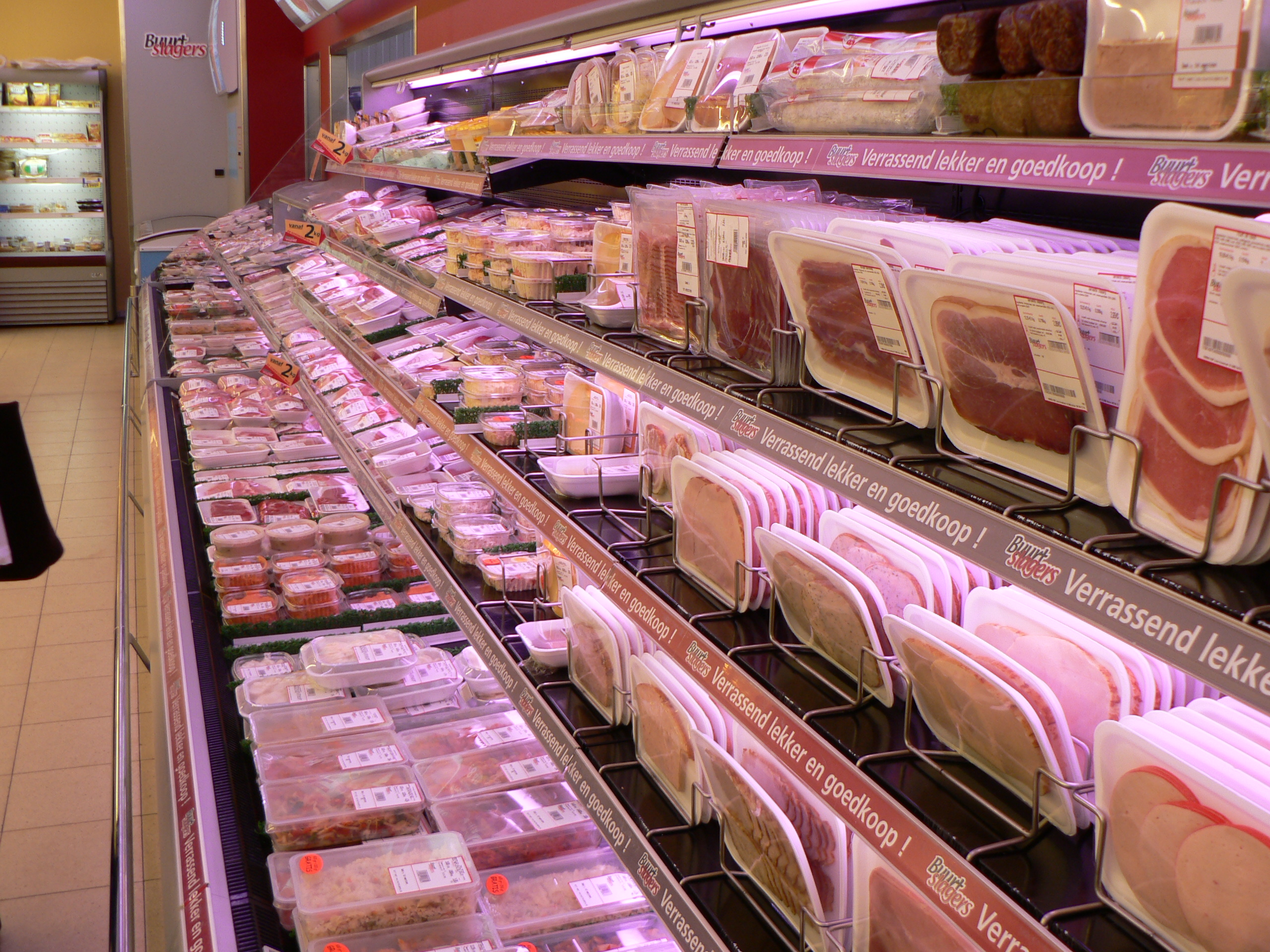
Prodotti alimentari in vendita in un supermercato

La vendita dell'alimento unisce il produttore al consumatore. È una catena di attività che porta l'alimento ... dal cancello dell'azienda agricola alla mensola del supermercato .... Persino la vendita di un singolo prodotto alimentare può essere un processo complicato che coinvolge molti produttori ed aziende. Questi catena di attività include sia le aziende trasportatrici degli ingredienti che le aziende che stampano le etichette. Il sistema di commercializzazione dell'alimento è il più grande datore di lavoro non governativo diretto ed indiretto negli Stati Uniti.
Nel XX secolo i supermercati hanno sviluppato il metodo del self-service e della spesa per mezzo dei carrelli: questo ha potuto offrire un alimento di qualità ad un costo più contenuto, grazie alle economie di massa e ai ridotti costi del personale. Con il passare degli anni i supermercati sono stati ulteriormente rivoluzionati tramite lo sviluppo degli ipermercati: ampi supermercati di solito situati fuori città, con disponibilità di una vasta gamma di alimenti provenienti da tutto il mondo.
La vendita al dettaglio degli alimenti, invece, è un mercato a due stadi, in cui un piccolo numero di aziende molto grandi, generalmente multinazionali, controllano moltissimi supermercati. In questo modo sono in grado di controllare il potere di acquisto dei consumatori, influenzando profondamente i coltivatori e i loro processi di produzione. Solo il dieci per cento della spesa del consumatore va ai coltivatori, mentre percentuali maggiori vanno alla pubblicità, al trasporto ed all'intermediazione.

## Questioni sanitarie

### Carestia, fame, aiuto alimentare
La malnutrizione, una conseguenza della privazione di alimenti, è collegata spesso alla carestia. Questa può avere un effetto devastante e diffuso sulla salute umana e sulla mortalità. Durante periodi di scarsità alimentare vengono utilizzate diverse forme di razionamento. Nel mondo, circa 815 milioni di persone sono sottonutrite, mentre più di 16 000 bambini muoiono ogni giorno per cause relative alla fame.
L'aiuto alimentare può aiutare le comunità che soffrono a causa della loro scarsità. Può essere gestito per migliorare le vite delle persone a breve termine, per consentire un successivo recupero e per riavviare l'autoproduzione locale. Per contro, l'aiuto alimentare mal gestito può generare diversi problemi: interrompe i mercati locali e scoraggia le produzioni alimentari. A volte può svilupparsi un ciclo di dipendenza. La relativa misura, o il minacciato ritiro, a volte è usato come uno strumento politico per influenzare una nazione. Gli sforzi internazionali di distribuire aiuti alimentari ai paesi più bisognosi sono coordinati spesso da un programma mondiale di alimentazione.

#### Sicurezza
I più frequenti problemi causati alla salute dal consumo alimentare sono di origine microbiologica. I batteri della salmonella, per esempio, sono una delle cause più diffuse di malattie, specialmente a causa della scarsa cottura del pollo e delle uova. La cosiddetta "intossicazione alimentare", è generalmente causata da batteri, da tossine, da virus, e da parassiti. Ogni anno, circa 7 milioni di persone soffrono di intossicazione alimentare. I due fattori più comuni che conducono alla malattia alimentare batterica sono la contaminazione trasversale di alimenti pronti, ed il controllo improprio della temperatura degli alimenti crudi.
Più raramente, può anche accadere che l'alimento sia contaminato chimicamente: per esempio da scorretto immagazzinaggio, o dall'uso di saponi e di disinfettanti non appropriati. L'alimento può anche essere alterato da una vasta gamma di corpi estranei provenienti dalla fabbricazione, a seguito cottura, dall'imballaggio, dalla distribuzione o dalla vendita. Questi corpi estranei possono includere parassiti, capelli, estremità di sigaretta, trucioli e tutti gli altri agenti inquinanti. In ogni caso tutti gli alimenti vanno incontro a una progressiva ed inevitabile trasformazione dal punto di vista chimico, microbiologico, fisico, organolettico e strutturale nel tempo, in accordo alla Prima Legge di Parisi della Degradazione Alimentare.
L'intossicazione alimentare è stata riconosciuta come malattia dell'uomo fin da Ippocrate. L'alimento contaminato o alterato posto in vendita, era un fatto comunemente accettato, fino a quando venne introdotta l'igiene e la refrigerazione. La scoperta delle tecniche per la sterilizzazione batterica usando il calore ed altri studi microbiologici, (Louis Pasteur), hanno contribuito ad ottenere la moderna qualità moderna, oggi presente nelle nazioni sviluppate. Ciò è stato ulteriormente sostenuto tramite il lavoro di Justus von Liebig, che ha contribuito allo sviluppo di tecniche per l'immagazzinaggio dell'alimento e di metodi moderni di conservazione. Durante gli anni più recenti, una miglior comprensione delle malattie causate dagli alimenti ha condotto allo sviluppo sistematico di moderne metodologie quali l'analisi dei rischi e i punti di controllo critici (HACCP), in grado di ridurre il pericolo contaminazioni.

#### Allergie
Alcuni individui hanno una particolare sensibilità o allergie ad alimenti innocui per la maggior parte delle persone. Ciò accade quando il sistema immunitario della persona confonde, per esempio, una proteina dell'alimento con un agente estraneo e nocivo, per cui lo attacca. Circa il 2% degli adulti e l'8% dei bambini sono portatori di allergie a qualche alimento. La quantità della sostanza dell'alimento richiesta per provocare una reazione in un individuo varia particolarmente da individuo a individuo, e può essere abbastanza irrisoria. In alcuni casi, le tracce di alimento presente nell'aria, percepite attraverso l'odore, possono provocare reazioni mortali in individui estremamente sensibili. Le allergie alimentari producono frequentemente sintomi quali diarrea, le eruzioni cutanee, il rigonfiamento, il vomito ed il rigurgito. I disturbi digestivi si sviluppano solitamente in mezz'ora dall'ingestione.
Raramente, le allergie da alimento possono condurre ad un'emergenza medica, quali shock anafilattico, ipotensione e perdita di coscienza. Il trattamento iniziale solitamente prevede la somministrazione in emergenza di adrenalina.

#### Dieta e carenze dietetiche
Le abitudini dietetiche svolgono un ruolo significativo nella salute e nella mortalità di tutti gli esseri umani. La scarsa assunzione delle vitamine e dei minerali può causare malattie che possono avere effetti gravi sulla salute. Per esempio, il 30% della popolazione mondiale ha problemi di sviluppo, o è a rischio per lo sviluppo, a causa di mancanza dello iodio. Si stima che almeno 3 milioni di bambini siano ciechi a causa della mancanza della vitamina A. I livelli di calcio, vitamina D fosforo nell'organismo sono soggetti ad una regolazione reciproca: il consumo di entrambi può condizionarne l'assorbimento. Il kwashiorkor è una sindrome, più frequente nell'infanzia, causata da carenza di proteine nella dieta.

### Fattori di scelta alimentare
Molte culture hanno differenziato i loro alimenti per modalità di preparazione, cottura e metodi di produzione. Anche se gli esseri umani sono onnivori, le culture delle varie popolazioni nel mondo hanno privilegiato il consumo di alcuni alimenti e definito altri come tabù. Le scelte dietetiche possono così anche rappresentare le culture e svolgere un ruolo nella religione. Per esempio, soltanto gli alimenti "casher" sono consentiti dall'Ebraismo e soltanto alimenti di "ḥalāl/haram" dall'Islam, nella dieta dei credenti.
I fattori che condizionano le scelte alimentari sono dunque relativi a contesti socio-economici, famigliari, affettivi, religiosi, di salute.
Alcuni esempi
- A Livello nazionale (passaggio da una società rurale ad una industriale, progresso tecnologico agro-alimentare, facilità di scambio internazionale, andamento demografico).
- A livello famigliare (reddito, numero componenti, tradizioni e abitudini di vita, donna lavoratrice/non lavoratrice).
- A livello individuale (età, sesso, stato di salute, lavoro e attività fisica, grado di istruzione, carattere e personalità, appartenenza a culti religiosi o sette)

## Dieta, morale, etica
I vegetariani scelgono di rinunciare all'alimento proveniente dalle fonti animali o varianti di essi. Altri scelgono una dieta più sana, priva di grassi animali o di zucchero raffinato, aumentando il consumo di fibra e di antiossidanti dietetici. L'obesità, un problema serio nel mondo occidentale, conduce con maggiori probabilità di contrarre malattie di cuore, il diabete e altre malattie. Più recentemente, le abitudini dietetiche sono state influenzate dalle preoccupazioni che numerose persone hanno circa gli effetti possibili sulla salute o sull'ambiente degli alimenti geneticamente modificati. Ulteriori preoccupazioni causate dall'agricoltura industriale, riguardano la protezione degli animali, la salute umana e l'ambiente. Queste preoccupazioni stanno avendo un effetto sulle abitudini dietetiche umane contemporanee. Ciò ha condotto all'emersione della preferenza per l'alimento organico e locale.

## Il diritto al cibo
Secondo lo studioso Andrea Braggio la commercializzazione avrebbe trasformato l'uomo in un numero, un indefinito dato statistico, una pedina sulla scacchiera delle forze di mercato e dei profitti aziendali. La commercializzazione dei concetti, dei valori, dei modi di guardare il mondo avrebbe permeato tutti gli aspetti della vita. L'economia commerciale e la necessità dei profitti sarebbero diventati la norma in politica, nella salute, nell'istruzione e nei trasporti. A suo giudizio, l'uomo vede e valuta ora il mondo attraverso il prisma difettoso dei mercati e in ciò risiederebbe il suo sprofondamento nell'infelicità, nel credere per esempio che la gioia passi attraverso il possesso di oggetti o che tutto abbia un prezzo. Incapace di emergere pienamente, il grande potenziale di ogni uomo sarebbe bloccato dall'attuale sistema economico e dai suoi valori di riferimento. La vita delle persone sarebbe sotto il dominio delle logiche di un mercato che però non avrebbe alcun riguardo né dell'uomo né dell'ambiente in cui l'uomo vive.
Questo avrebbe agevolato una sorta di processo di smarrimento, in cui le persone avrebbero presto ignorato le altre dimensioni dell'essere umano: la spiritualità, la socialità, l'affettività, la gratuità. Tutti questi fattori insieme troverebbero piena espressione e verrebbero riassunti nel principio etico della condivisione, che può esplicarsi sia come accesso comune a un patrimonio di nozioni e conoscenze, com'è per esempio nel web, sia come equa distribuzione di beni materiali come il cibo. La condivisione non è dunque considerata come un vago ideale, ma come un principio guida per la condotta, capace di promuovere e favorire in modo concreto le giuste relazioni fra gli uomini basate sulla cooperazione e sulla condivisione delle risorse mondiali. La mancanza della condivisione può generare un senso di insoddisfazione e di vuoto a cui si tenta di reagire attraverso i consumi.
La filosofia della condivisione ritiene però che un numero sempre maggiore di individui in tutto il mondo si starebbe accorgendo che il benessere si raggiunge solo in parte con la disponibilità di beni e molto di più organizzando il tempo in modo da lasciare più spazio alle relazioni familiari e sociali. Emerge l'idea di poter vivere una vita più appagante dove per esempio il gusto della bella opera prevali sull'efficienza produttivistica in una società dove sia affermato il primo fondamentale diritto da tutelare: il diritto al cibo. I filosofi della condivisione ritengono che sia necessario un sistema alimentare sano per affrontare le sfide urgenti del nostro tempo. I costi crescenti dell'energia e del cibo, un clima che cambia, minori riserve di acqua, una popolazione in crescita e il paradosso della fame e dell'obesità diffuse impongono un approccio radicalmente diverso al cibo e all'agricoltura.
Il sistema alimentare deve essere riorganizzato sulla base della salute: per le comunità, per le persone, per gli animali e per il mondo naturale. La qualità del cibo, e non soltanto la sua quantità, dovrebbe orientare l'agricoltura. Il modo in cui l'uomo produce, distribuisce e prepara il cibo deve onorare le diverse culture, fornendo non solo un sostentamento ma anche giustizia, bellezza e piacere. I filosofi della condivisione ritengono che i governi abbiano il dovere di proteggere la popolazione dalla malnutrizione, dal cibo malsicuro e dallo sfruttamento e di difendere dal degrado la terra e l'acqua da cui l'uomo dipende. Individui, produttori e organizzazioni hanno il dovere di creare sistemi regionali in grado di rispettare e onorare i lavoratori della terra senza i quali nessuno sopravviverebbe.
Il regime controllato delle multinazionali, che domina i sistemi alimentari del pianeta, è distruttivo dal punto di vista ambientale, volatile dal punto di vista finanziario, e ingiusto dal punto di vista sociale. Per risolvere la crisi alimentare occorre trasformare il sistema alimentare è dunque vista favorevolmente la richiesta di un cambiamento di paradigma locale e globale in direzione di una sovranità alimentare. Essa consiste nel diritto delle persone ad avere cibo sano e culturalmente appropriato prodotto con metodi ecologicamente sani e sostenibili e il loro diritto di delineare i propri sistemi alimentari e agricoli.

### La sovranità alimentare
La produzione e il consumo del cibo si basano in misura fondamentale su considerazioni locali. Una risposta all'odierna crisi alimentare e a quelle future è possibile soltanto con un cambiamento di paradigma in direzione di una sovranità alimentare generale. Piccoli agricoltori, pastori, pescatori, popolazioni indigene e altri hanno delineato un sistema alimentare fondato sul diritto umano ad avere cibo adeguato e su politiche di produzione alimentare che aumentano la democrazia in sistemi alimentari localizzati e garantiscono la massimizzazione dell'uso sostenibile delle risorse naturali. La sovranità alimentare tiene in considerazione tutti i problemi ricorrenti individuati dalla World Food Conference del 1974. Mette al centro il cibo per le persone; valorizza i fornitori di cibo; localizza i sistemi alimentari; garantisce il controllo della comunità e collettivo sulla terra, l'acqua e la diversità genetica; onora e accresce il sapere e le capacità locali; lavora con la natura. La sovranità alimentare è in netto contrasto con le attuali politiche neoliberiste sul commercio e gli aiuti che pretendono di affrontare la questione della sicurezza alimentare del mondo. Queste politiche escludono alcuni attori; sono indifferenti a coloro che producono il cibo.

### I dodici principi per un cibo e un'agricoltura sani
Secondo i filosofi della condivisione, i governi e le istituzioni internazionali devono rispettare e adottare la sovranità alimentare. Essi ritengono inoltre che il diritto al cibo prevalga sugli accordi commerciali e altre politiche internazionali. Nell'attuale emergenza alimentare i negoziati commerciali relativi al cibo e all'agricoltura devono cessare e deve iniziare il lavoro per un nuovo dialogo sul commercio sotto gli auspici dell'ONU. Le politiche di aggiustamento strutturale imposte dalla Banca mondiale e dal Fmi, l'accordo sull'agricoltura della Wto e il paradigma del libero mercato hanno minato le economie locali e nazionali, eroso l'ambiente e danneggiato i sistemi alimentari locali provocando l'odierna crisi alimentare.
I filosofi della condivisione approvano in pieno i dodici princìpi della dichiarazione per un cibo e un'agricoltura sani che devono orientare la politica alimentare e agricola per fare sì che contribuisca alla salute e alla ricchezza delle nazioni e del mondo. Una politica alimentare e agricola sana: costituisce il fondamento di società sicure e prospere, comunità sane e persone sane; dà a tutti accesso a cibi acquistabili e nutrienti; impedisce lo sfruttamento degli agricoltori, dei lavoratori e delle risorse naturali, il predominio dei genomi e dei mercati e il trattamento crudele degli animali da parte di qualunque nazione, società o individuo; accresce la dignità, la sicurezza e la qualità della vita di tutti coloro che lavorano per nutrire gli altri; impegna risorse per insegnare ai bambini le tecniche e le conoscenze essenziali per la produzione, la preparazione, la nutrizione e il piacere del cibo; protegge le risorse finite dei suoli produttivi, l'acqua dolce e la diversità biologica; cerca di eliminare i combustibili fossili da ogni anello della catena alimentare e di sostituirli con risorse ed energie rinnovabili; prende spunto da una base biologica anziché industriale; alimenta la diversità in tutte le sue forme: diversità delle specie domestiche e selvatiche, diversità dei cibi, dei sapori e delle tradizioni, diversità della proprietà; richiede un dibattito nazionale sulle tecnologie impiegate nella produzione e permette alle regioni di adottare proprie linee guida in questo campo; impone la trasparenza affinché i cittadini sappiano com'è prodotto il cibo che mangiano, da dove viene e che cosa contiene; promuove strutture economiche e sostiene programmi per agevolare lo sviluppo di reti regionali di fattorie e il cibo giusto e sostenibile.
La dichiarazione universale dei diritti dell'uomo del 1948, la Convenzione internazionale sui diritti economici, sociali e culturali (International Covenant on Economic Social and Cultural Rights, Icescr) e la Convenzione sui diritti dell'infanzia, tra gli altri, propugnano il diritto al cibo. Esso è stato definito legalmente dal Committee for Economic, Social and Cultural Rights degli Stati Uniti (1999) come «il diritto di ogni uomo, donna e bambino soli e in comunione con altri di avere sempre accesso materiale ed economico a cibo sufficiente o ai mezzi per procacciarselo in modo conforme alla dignità umana». Secondo i filosofi della condivisione, poiché la grande maggioranza di coloro che soffrono la fame nel mondo sono piccoli contadini o lavoratori senza terra, il diritto al cibo deve essere inteso come diritto a nutrire sé e la propria famiglia. L'Icescr sottolinea tre responsabilità specifiche dello Stato: rispettare, tutelare e tradurre in pratica il diritto al cibo. Le prime due implicano che i governi devono fare sì che né lo Stato né gli individui facciano alcunché che privi le persone dei mezzi per nutrirsi. Le responsabilità di rispettare e tutelare sono fondamentali per il concetto di diritto legale al cibo, che spesso è interpretato falsamente come il diritto di ricevere cibo o aiuti alimentari. L'obbligo di tradurre in pratica il diritto al cibo significa che i governi devono facilitare l'accesso al cibo e alle risorse per produrre cibo, e quando l'accesso non è possibile con i propri mezzi i governi hanno la responsabilità di fornirlo direttamente.